# Arturo Merino Núñez
Arturo Bernardo Gabriel Merino Núñez (Santiago, 28 de julio de 1960) es un militar chileno,  que ejerció como Comandante en Jefe de la Fuerza Aérea de Chile entre el 5 de noviembre de 2018 y el 5 de noviembre de 2022.

## Biografía
Arturo Bernardo Gabriel Merino Núñez es hijo del comodoro del aire Arturo Merino Benítez, considerado como el padre de la aviación militar chilena y Olga Núñez Espinoza. Realizó sus estudios en el Colegio Sagrado Corazón en San Bernardo.
Merino ingresó a la Escuela de Aviación en enero de 1977 y egresando en diciembre de 1979 como piloto de combate. Entre sus estudios es el de Oficial de Estado Mayor de la Academia de Guerra Aérea.
En 2011 ascendió al grado de general de brigada aérea y en 2013 general de aviación.

## Antecedentes Militares
- 1977: Cadete Escuela de Aviación del Capitán Manuel Ávalos Prado
- 1980: Alférez
- 1981: Subteniente
- 1984: Teniente
- 1989: Capitán de Bandada
- 1998: Comandante de escuadrilla
- 2002: Comandante de grupo
- 2005: Coronel de Aviación
- 2011: General de Brigada Aérea
- 2013: General de Aviación
- 2018: General del Aire

## Destinaciones relevantes
- 2008-2009: Agregado de Defensa en la Misión Permanente de Chile ante las Naciones Unidas en Nueva York, EE. UU.
- 2010-2010: Director Escuela de Aviación, Santiago.
- 2010-2012: Comandante en Jefe I Brigada Aérea, Iquique.
- 2013-2013: Comandante Comando de Combate, Santiago.
- 2013-2015: Comandante Comando Conjunto Norte, Iquique.
- 2015-2018: Jefe del Estado Mayor Conjunto, Santiago.
- 2018-2022: Comandante en Jefe de la Fuerza Aérea de Chile.

## Accidentes durante su mandato
- Hércules C-130

## Medallas y condecoraciones
- Condecoración Presidente de la República (Collar de la Gran Cruz)

- Condecoración Presidente de la República (Gran Oficial)

- Condecoración Presidente de la República (Oficial)

- Estrella Militar de las Fuerzas Armadas (Gran Estrella Al Mérito Militar) (30 años)

- Estrella Militar de las Fuerzas Armadas  (Estrella Al Mérito Militar) (20 años)

- Estrella Militar de las Fuerzas Armadas (Estrella Militar) (10 años)

- Gran Cruz de la Victoria

- Cruz de la Victoria

- Cruz al Mérito Aeronáutico de Chile (Gran Cruz al Mérito Aeronáutico)

- Cruz al Mérito Aeronáutico de Chile (Cruz al Mérito Aeronáutico)

- Cruz al Mérito Aeronáutico de Chile (Cruz al Vuelo Distinguido)

- Gran Estrella Fuerza Aérea de Chile Al Mérito Militar (40 años)

- Centenario de la Aviación Militar y Escuela de Aviación (Cruz del Centenario)
- Medalla "De Servicio del Ministerio de Defensa Nacional".
- Medalla del Estado Mayor Conjunto
- Medalla Bicentenario del Ministerio de Defensa nacional
- Medalla Diosa Minerva (Profesor Militar)
- Cruz de Malta (Academia de Guerra Aérea)
- Minerva (Academia de Guerra Aérea)

- Gran Oficial de la Orden del Mérito Aeronáutico (Brasil)

- Gran Cruz del Mérito Aeronáutico  (España)

- Medalla al mérito del Estado Mayor Conjunto de las Fuerzas Armadas (Brasil)

## Comandante en Jefe de la FACh
Designado por el presidente Sebastián Piñera, el 5 de noviembre de 2018 asumió como comandante en jefe de la Fuerza Aérea de Chile, con el grado de General del Aire.
Está casado con Carolina Antonieta Benavente Courbis y es padre de 3 hijos.
| Predecesor: Jorge Robles Mella | Comandante en Jefe de la Fuerza Aérea de Chile 2018-2022 | Sucesor: Hugo Rodríguez González |